# Carlos Figueroa
Carlos Fernando Figueroa Martínez (ur. 19 kwietnia 1980 w Gwatemali) – gwatemalski piłkarz grający na pozycji pomocnika.

## Kariera klubowa
Karierę piłkarską Figueroa rozpoczął w klubie Deportivo Petapa. W jego barwach zadebiutował w sezonie 2001/2002 w pierwszej lidze gwatemalskiej. W 2002 roku odszedł do CSD Municipal ze stolicy kraju, Gwatemali. W klubie tym grał do 2008 roku. Wywalczył z nim: mistrzostwo fazy Apertura (2003, 2004, 2005, 2006) i fazy Clausura (2005, 2006, 2008).
W 2008 roku Figueroa został zawodnikiem Club Xelajú MC. W 2009 roku przeszedł do paragwajskiej Olimpii Asunción. Jeszcze w tym samym roku wrócił do Municipalu, a w 2010 roku ponownie trafił do Club Xelajú MC.
| Sezon   | Klub             | Kraj      | Rozgrywki        | Mecze | Bramki |
| ------- | ---------------- | --------- | ---------------- | ----- | ------ |
| 2001/02 | Deportivo Petapa | Gwatemala | Liga Nacional    | ?     | ?      |
| 2002/03 | CSD Municipal    | Gwatemala | Liga Nacional    | ?     | ?      |
| 2003/04 | CSD Municipal    | Gwatemala | Liga Nacional    | ?     | ?      |
| 2004/05 | CSD Municipal    | Gwatemala | Liga Nacional    | 33    | 5      |
| 2005/06 | CSD Municipal    | Gwatemala | Liga Nacional    | 36    | 2      |
| 2006/07 | CSD Municipal    | Gwatemala | Liga Nacional    | 28    | 2      |
| 2007/08 | CSD Municipal    | Gwatemala | Liga Nacional    | 24    | 2      |
| 2008/09 | Club Xelajú MC   | Gwatemala | Liga Nacional    | 17    | 3      |
| 2009    | Club Olimpia     | Paragwaj  | Primera División | 7     | 1      |
| 2009/10 | CSD Municipal    | Gwatemala | Liga Nacional    | 41    | 2      |
| 2010/11 | Club Xelajú MC   | Gwatemala | Liga Nacional    |       |        |

## Kariera reprezentacyjna
W reprezentacji Gwatemali Figueroa zadebiutował 17 stycznia 2003 roku w zremisowanym 0:0 towarzyskim meczu z Salwadorem. W swojej karierze trzykrotnie był powoływany do kadry na Złoty Puchar CONCACAF. W 2005 roku rozegrał 3 mecze w Złotym Pucharze CONCACAF 2005: z Jamajką (3:4), z Meksykiem (0:4) i z Republiką Południowej Afryki (1:1).
Z kolei w 2007 roku Figueroa zagrał w 4 meczach Złotego Pucharu CONCACAF 2007: ze Stanami Zjednoczonymi (0:1), z Salwadorem (1:0), z Trynidadem i Tobago (1:1) oraz ćwierćfinale z Kanadą (0:3).
W 2011 roku Figueroa został powołany do kadry na Złoty Puchar CONCACAF 2011.